# 흩어진 밤
《흩어진 밤》은 2021년에 개봉한 대한민국의 영화이다.

## 캐스팅
- 문승아 : 수민 역
- 최준우 : 진호 역
- 김혜영 : 윤희(엄마) 역
- 임호준 : 승원(아빠) 역
- 강석원 : 승원 동료 역